# 보니타 프리더리시

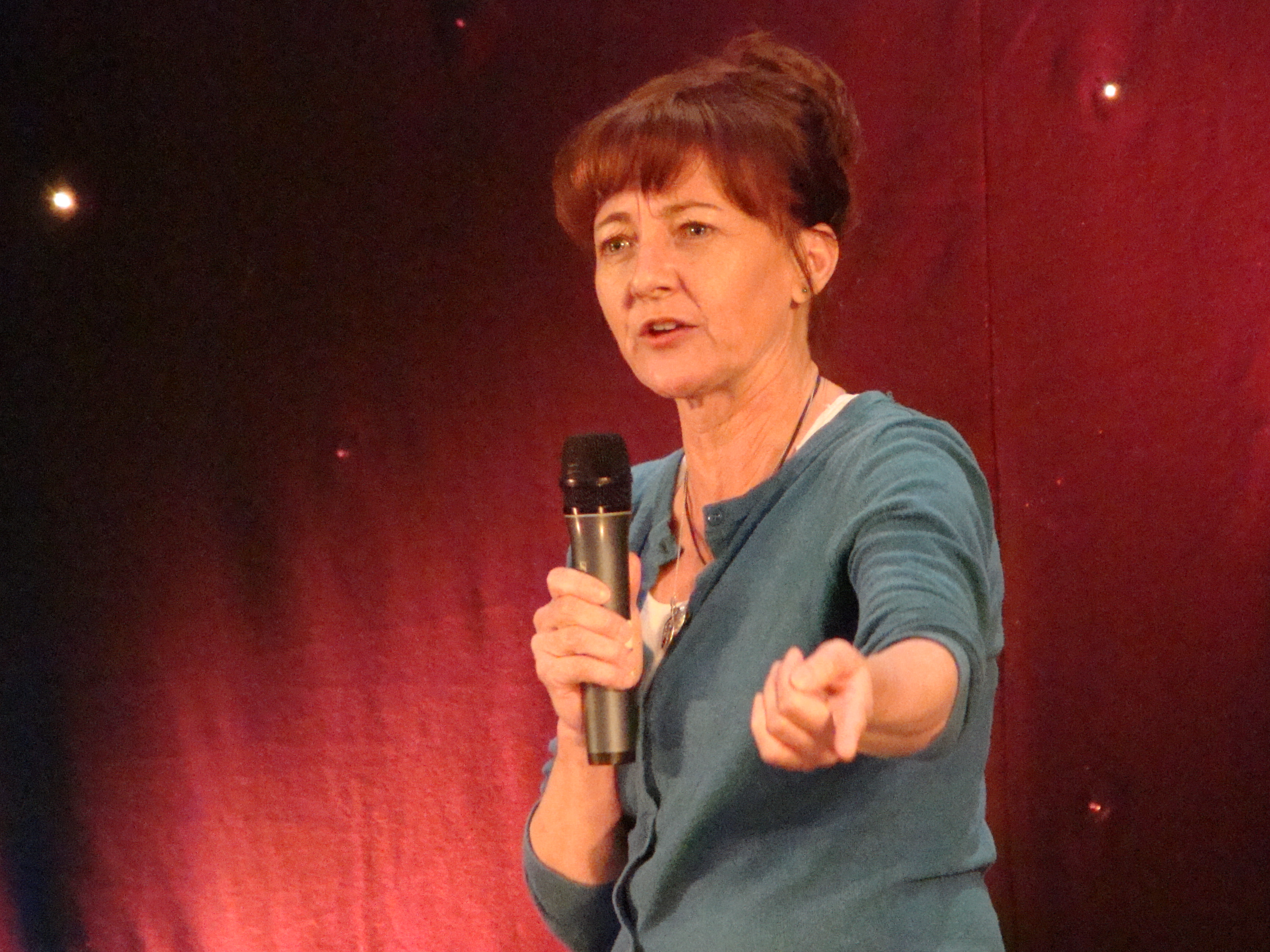

보니타 프리더리시(Bonita Friedericy, 1961년 10월 10일 ~ )는 미국의 배우, 교사이다.
샬러츠빌에서 태어났다.

## 출연 작품
- 매드타운 (2016년)
- 로드 오브 세일럼 (2012년) - 크리스티나 역
- 파라노말 액티비티 3 (2011년) - 베스 존슨 역
- 퍼시 잭슨과 번개 도둑 (2010년)
- 미스 마치 (2009년)
- 에이리언 레이더스 (2008년) - 샤롯 역
- 넥스트 (2007년)
- 룸 10 (2006년)
- 더 나인 (2006년)
- Sleeping Dogs Lie (2006)
- 아키라 앤 더 비 (2006년)
- 크리스마스의 열 두 마리 개 (2005년)
- 크리스마스 건너뛰기 (2004년) - 주드 벡커 역
- 모래와 안개의 집 (2003년)
- 그 남자에겐 뭔가 특별한 향기가 있다 (2000년)
- 말라이카 (1998년)

### 텔레비전
- 척 (2007년)
- 저징 에이미 (1999년)
- 웨스트 윙 시즌1 (1999년)
- 뱀파이어 해결사 (1997년)